# Euterpe edulis
Euterpe edulis, auch Jussarapalme oder Juçarapalme, ist eine in Südamerika heimische Palmenart aus der Gattung Euterpe, die durch die Gewinnung der Palmherzen stark dezimiert wurde.

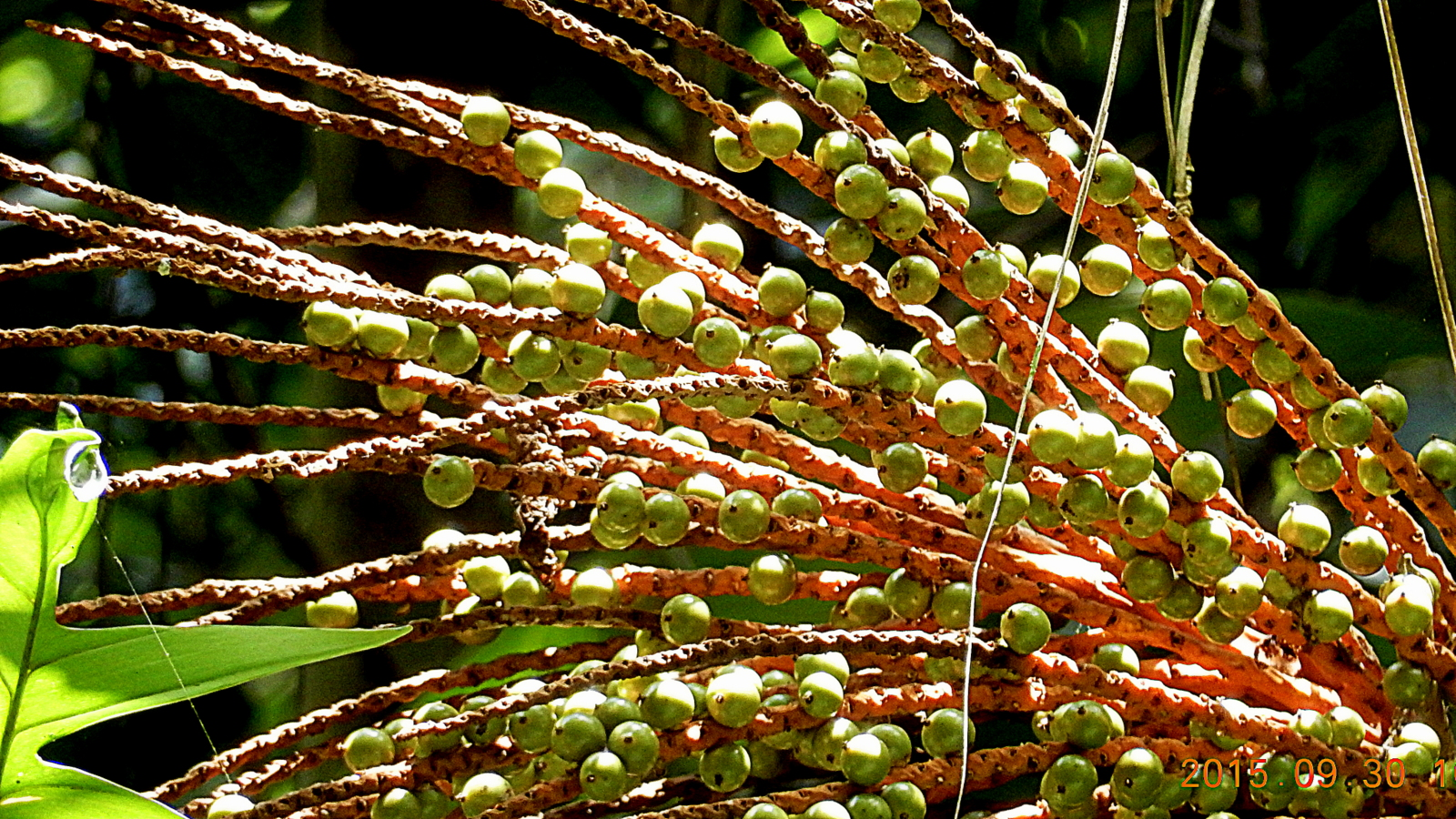
Früchte

## Merkmale
Die Art bildet Einzelstämme, nur selten ist sie mehrstämmig und dann mit wenigen Stämmen. Die Stämme sind aufrecht, 5 bis 12 m hoch bei einem Durchmesser von 10 bis 15 cm. Die Stammoberfläche ist meist grau von Flechten, an der Basis steht ein rötlich-brauner Kegel von Adventivwurzeln. Diese haben einen Durchmesser von 1 bis 2 cm. 
Die Krone besteht aus 8 bis 15 gefiederten Blättern. Die Blattscheide ist 0,8 bis 1,4 m lang, oliv- bis dunkelgrün, manchmal mit einem rötlichen oder orangen Ton. Die Oberfläche ist kahl oder mit rötlichenbraunen Schuppen besetzt. Der Blattstiel ist 13 bis 54 cm lang. Die Rhachis ist 1,5 bis 3 m lang. An jeder Seite sitzen 38 bis 62 (selten 70) Fiederblättchen. Sie sind abstehend oder hängend, fast gegenständig, regelmäßig angeordnet und mit einer deutlichen Mittelrippe versehen. Die unterste Fieder ist 29 bis 50 cm lang, die mittleren 49 bis 80 cm und die Fieder an der Spitze 15 bis 35 cm. 
Die Blütenstände erscheinen zwischen den Blättern und stehen zur Blütezeit annähernd waagrecht. Der Blütenstandsstiel ist 4 bis 8,5 cm lang, das Vorblatt bis einen Meter. Das Hochblatt am Blütenstandsstiel ist 61 bis 65 (selten bis 104) cm lang, weitere Hochblatt-Rudimente an Blütenstandsstiel und -achse sind bis 4 cm lang. Die Blütenstandsachse ist 45 bis 69 cm lang, die von ihr abgehenden 49 bis 110 (selten 120) Seitenzweige sind 26 bis 58 (selten bis 75) cm lang. Die Blüten stehen in Triaden, am Ende der Seitenzweige zu zweit oder einzeln und sind dann männlich. 
Die männlichen Blüten sind 5 bis 6 mm lang und purpurn. Die Staubblätter stehen auf einem kurzen Receptaculum. Die Staubfäden sind 1,5 bis 2,5 mm lang, die Antheren 2,5 bis 3 mm. Das Stempelrudiment ist rund 1 mm lang und an der Spitze dreiteilig. Die weiblichen Blüten sind 3 bis 4,5 mm lang. 
Die Früchte sind kugelig mit einem Durchmesser von 1 bis 1,4 cm. Die Narbenreste stehen subapikal. Das Exokarp ist zur Reife schwarz. Die Samen sind kugelig, das Endosperm homogen. Das Primärblatt ist handförmig geteilt.

## Verbreitung und Standorte
Euterpe edulis kommt an der atlantischen Küste von Brasilien und benachbarten Regionen vor: Alagoas, Bahia, Distrito Federal, Espírito Santo, Goiás, Minas Gerais, Paraíba, Paraná, Pernambuco, Rio de Janeiro, Rio Grande do Norte, Rio Grande do Sul, Santa Catarina, São Paulo und Sergipe. Das Areal umfasst noch den Nordosten von Argentinien (Misiones) und den Südosten von Paraguay (Departamento Alto Paraná). Die Art wächst in Regenwäldern an eher steilen Hängen, selten auf überfluteten Standorten. Sie kommt bis in Seehöhen von 1000 m vor. 
An Hängen und Bergrücken kann sie dichte Bestände bilden, besonders über Quarzit und auf sandigen Böden. Sie besiedelt auch gestörte Waldstandorte.

## Nutzung
Euterpe edulis war lange Jahre der bedeutendste Lieferant von Palmherzen. 1965 exportierte Paraguay 3205 Tonnen Palmherzen, was der Zerstörung von etlichen Millionen Palmen entsprach. Zwischen 1968 und 1970 exportierte Brasilien im Schnitt 2650 Tonnen Palmherzen. Die Palmherzen wurden sämtlich aus wild wachsenden Beständen gewonnen. Die Bestände von Euterpe edulis gingen deshalb stark zurück, die Nutzung verlagerte sich auf Euterpe oleracea. 
Eher untergeordnet ist die Nutzung der Stämme als Bauholz, der Blätter zum Dachdecken und der Früchte zur Saftherstellung.

## Systematik
Die Art Euterpe edulis wurde 1824 von Carl Friedrich Philipp von Martius in Historia Naturalis Palmarum Band 2, Seite 33, Tafel 32
erstbeschrieben. Die Art ist wie auch die anderen Vertreter der Gattung recht variabel mit vielen lokalen Formen. Die von Boudet Fernandes 1989 beschriebene Art Euterpe espiritosantensis wurde von den Bearbeitern der Monographie für die Flora Neotropica, Henderson und Galeano (1996) nicht anerkannt, da die Merkmale innerhalb der Variabilität von Euterpe edulis liegen. Sie gilt daher als ein Synonym von Euterpe edulis.